# Stuart Buchanan
Stuart Buchanan (18 mars 1894 – 4 février 1974) est un acteur américain ayant prêté sa voix à des personnages de Disney.
Il est ainsi la voix originale du chasseur dans le film Blanche-Neige et les Sept Nains (1937) et celle de Dingo entre 1937 et 1941, durant l'absence de Pinto Colvig.
Il est mort le 4 février 1974 à Cleveland dans l'Ohio, États-Unis.